# عشق عجیب مارتا ایورس
عشق عجیب مارتا ایورس (انگلیسی: The Strange Love of Martha Ivers) یک فیلم در ژانر درام و نوآر به کارگردانی لوئیس مایلستون است که در سال ۱۹۴۶ منتشر شد.

## بازیگران
- باربارا استان‌ویک
- وان هفلین
- لیزابث اسکات
- کرک داگلاس
- جودیت اندرسون
- آن دران
- جیمز فلاوین
- بلیک ادواردز
- میکی کوهن
- داریل هیکمن
- جینو کورادو
- اولین هولند
- والتر بالدوین
- جان کلاگ